# Barallobre

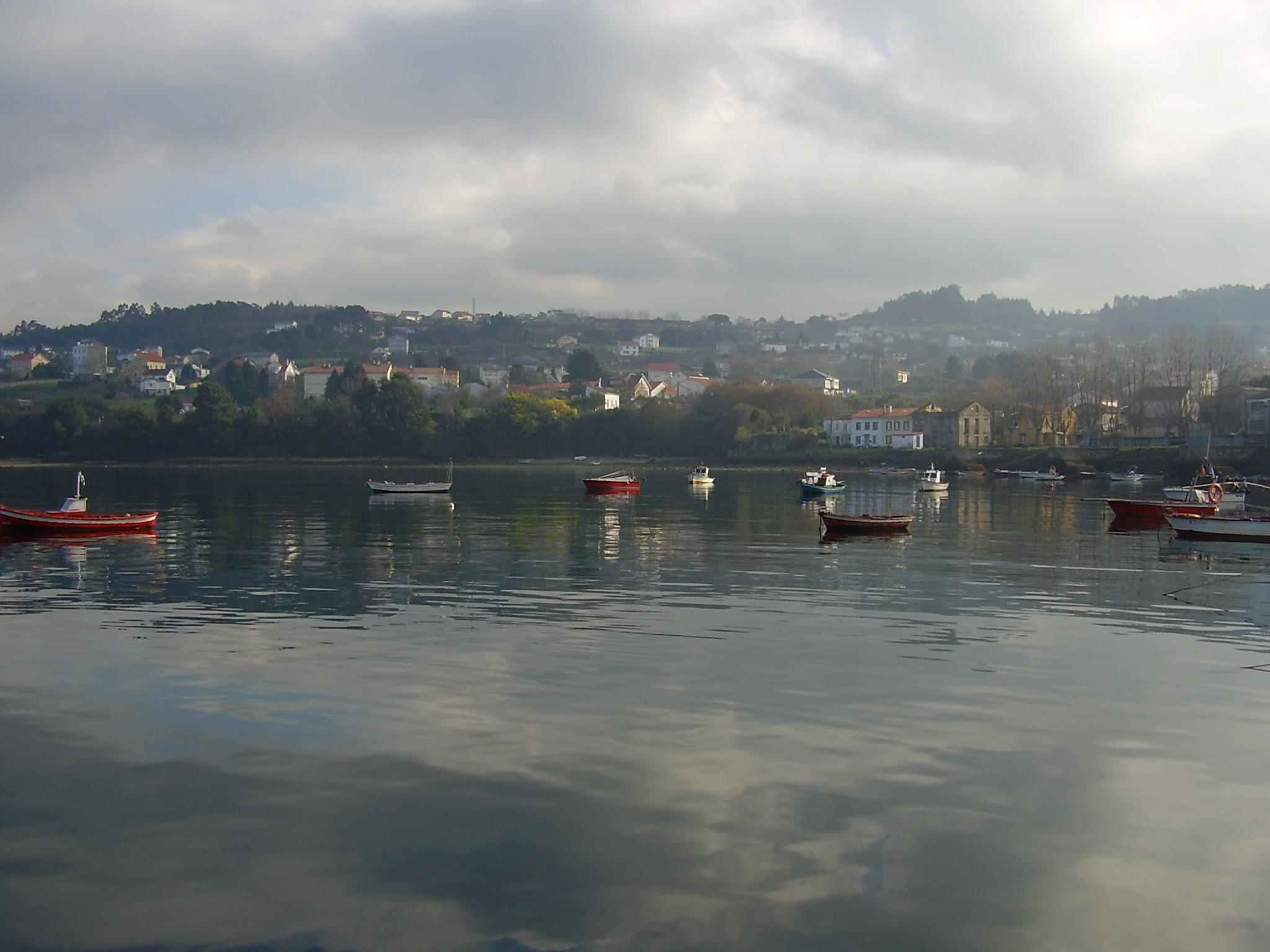
Baralhobre visto do cais.

Santiago de Barallobre é uma freguesia do concelho de Fene (Galiza) que tem cerca de 2000 vizinhos repartidos nos lugares de: Bouza da Pena, Bon Xesús, Brea, Cócallo, Currais, Chancas, Loira, Loureiros, Nogueirido, Pazo, Penedo, Piqueiro, Ramo, Rego da Moa, Ribeira, Romariz, Santiago e Souto Grande.

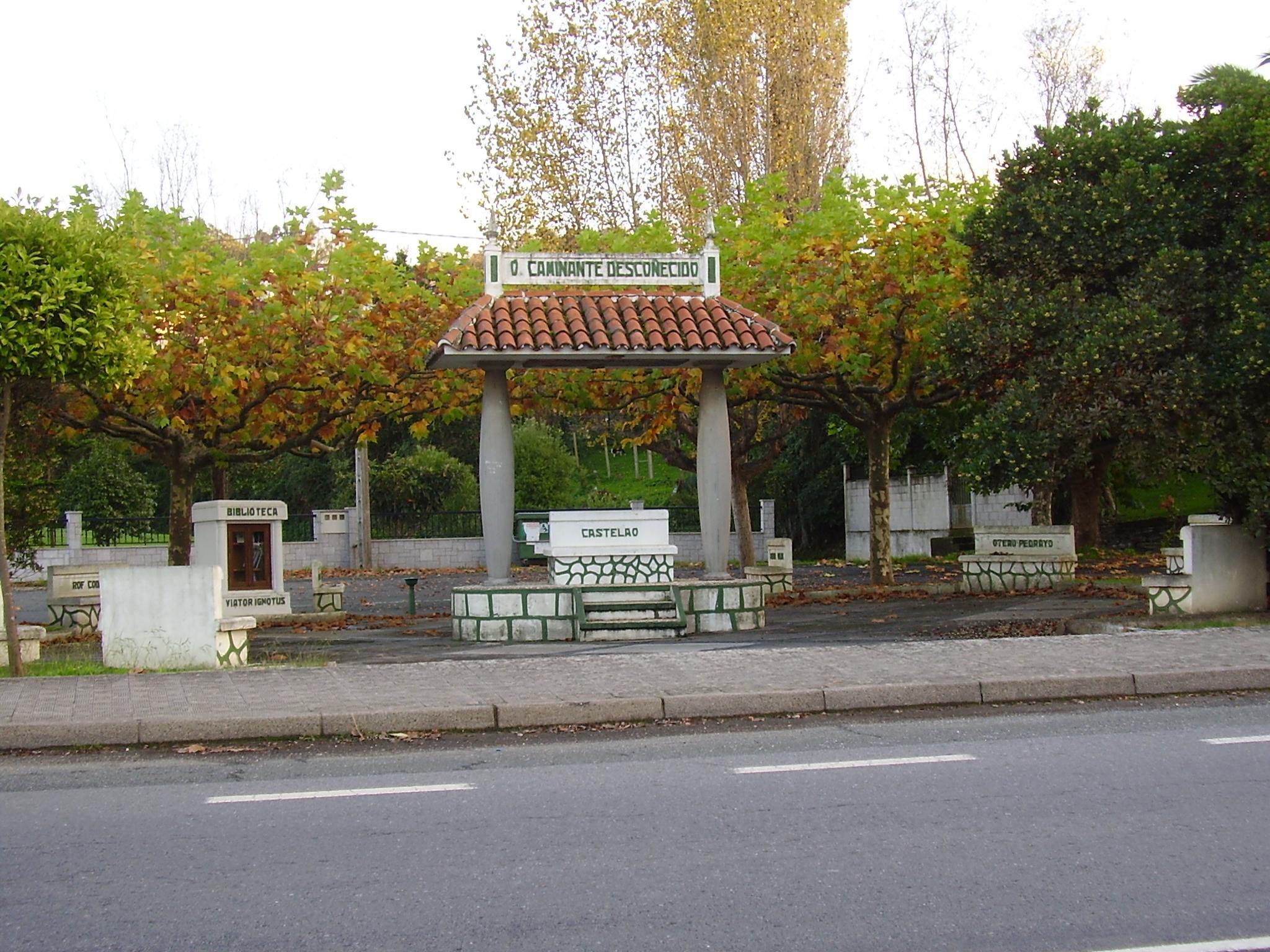
Português: Vista do 'Caminhante', no local actual. Barallobre, Fene.

É atravessada pelas rodovias AP-9, N-651,AC-133,AC-3503 e pelos carris do comboio Betanzos-Ferrol que foi inaugurado em 1913.
Na antiga estação do comboio há um parque de formação rodoviária.

## Monumentos e prédios com história
Na freguesia de Barallobre ficam os seguintes monumentos:
Caminhante desconhecido. Inaugurado em 1934, mudou de lugar em 1984, para a supressão dum passo de nível do comboio. À inauguração vieram pessoas ilustres da cultura da altura: Ramón Otero Pedraio, Ramón Vilar Ponte e o doutor Rof Codina.
Cinema Adriano. Foi o primeiro cinema do concelho, inaugurado em 1947. Tinha capacidade para 389 pessoas,  mas está quase na ruína. O primeiro filme exibido foi O inimigo público número um. Foi desenhado pelo arquitecto V García Lastra.
Casa do homem da mala. Foi construída pelo  seu proprietário pelos anos 20 à volta de Cuba. A morada  fica na Brea, feita pelo  desenho do proprietário. No topo da cúpula, há um homem que tem na mão um archote e uma mala ao pé.
Casa da Sociedade. As primeiras casas do povo do país construída pela Sociedade de Oficios Vários do concelho de Fene para  se unir depois à União Geral de Trabalhadores.  Foi inaugurada a 1º Maio de 1930 e fez a ultima assembleia em julho de 1936. A maior parte dos seus dirigentes foram espingardeados ao começo do golpe de Estado do General Franco.

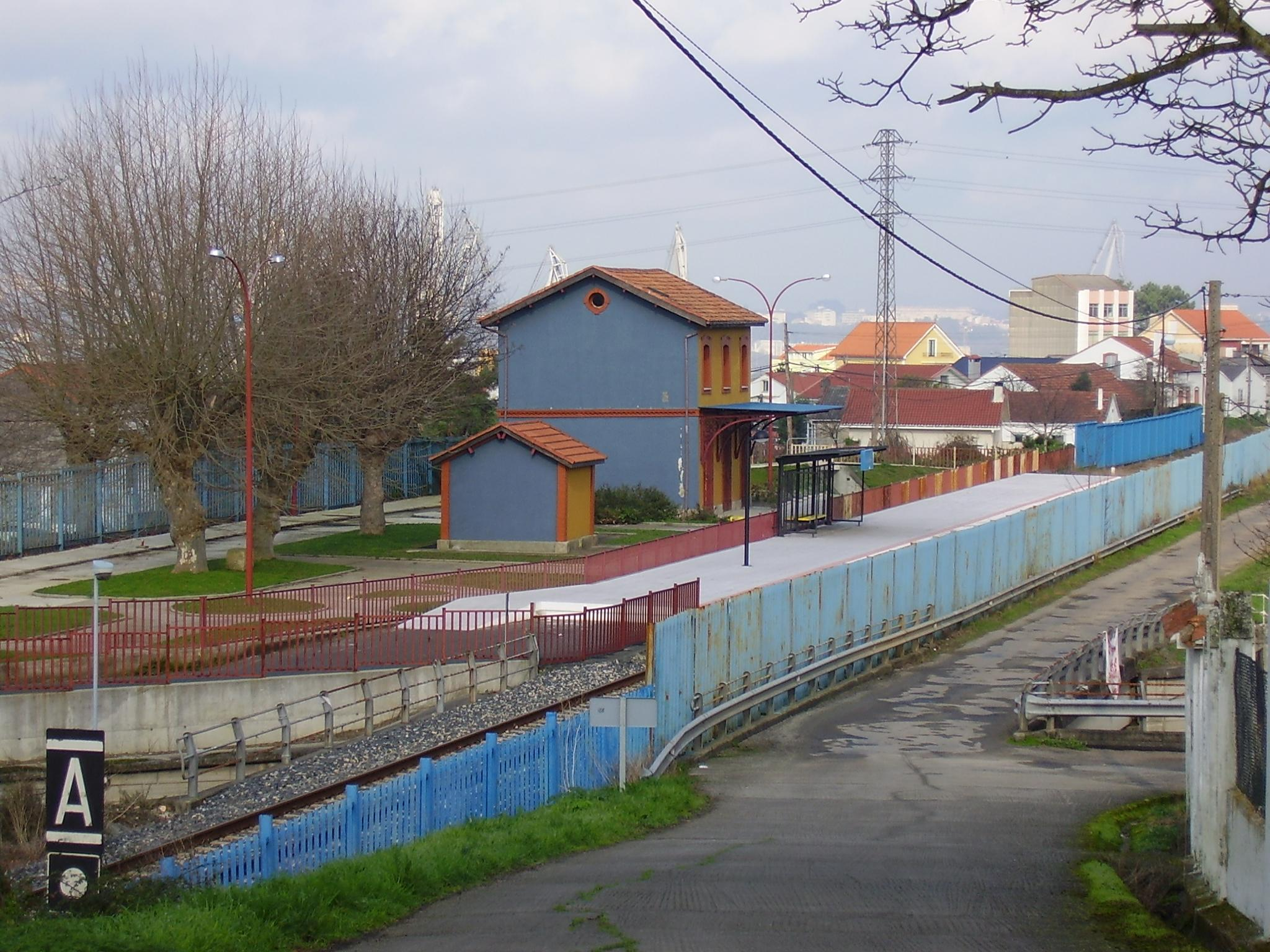
Parque de formação ferroviária.
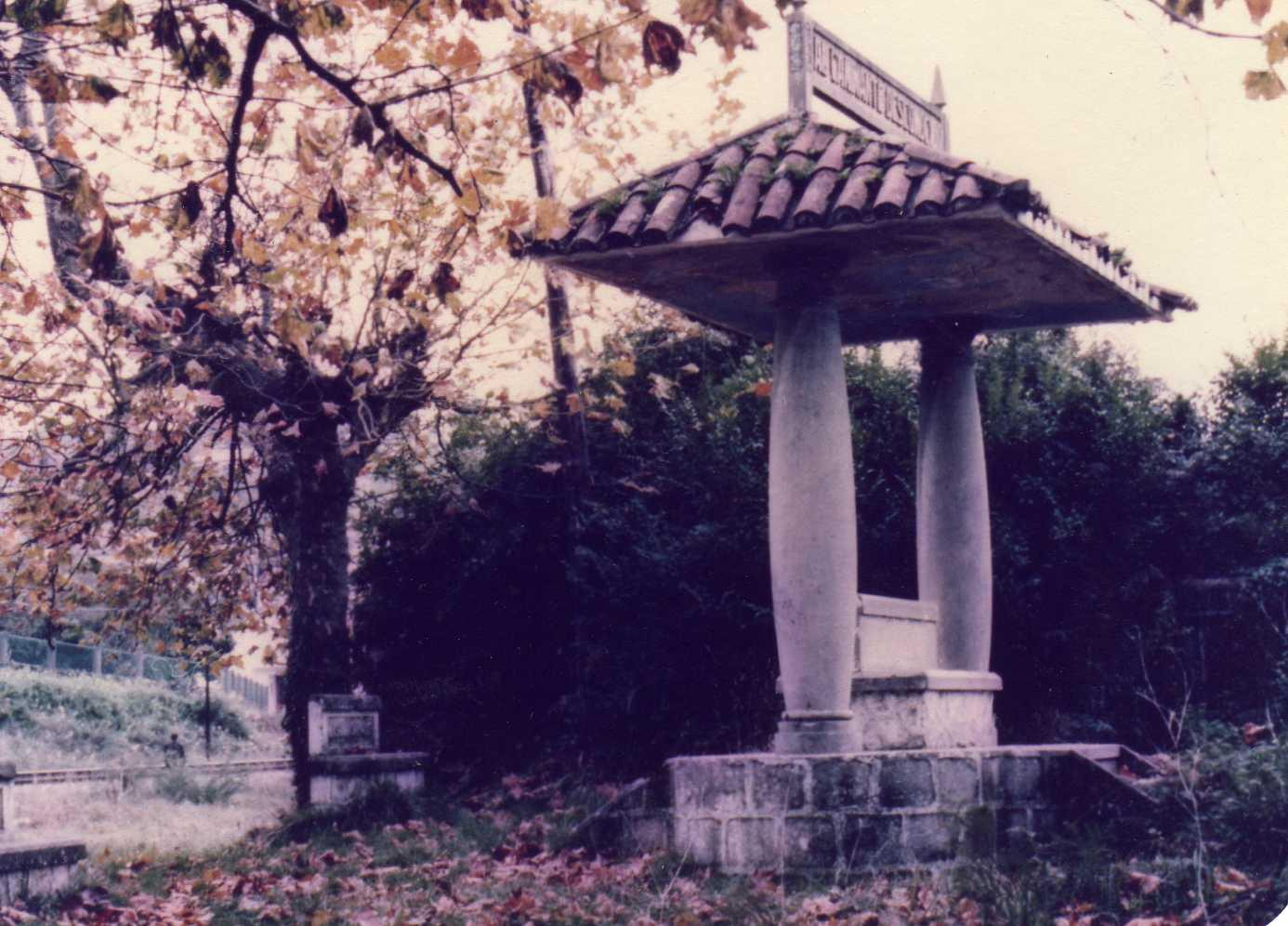
Vista do 'Caminhante' no local antigo. Barallobre, Fene.
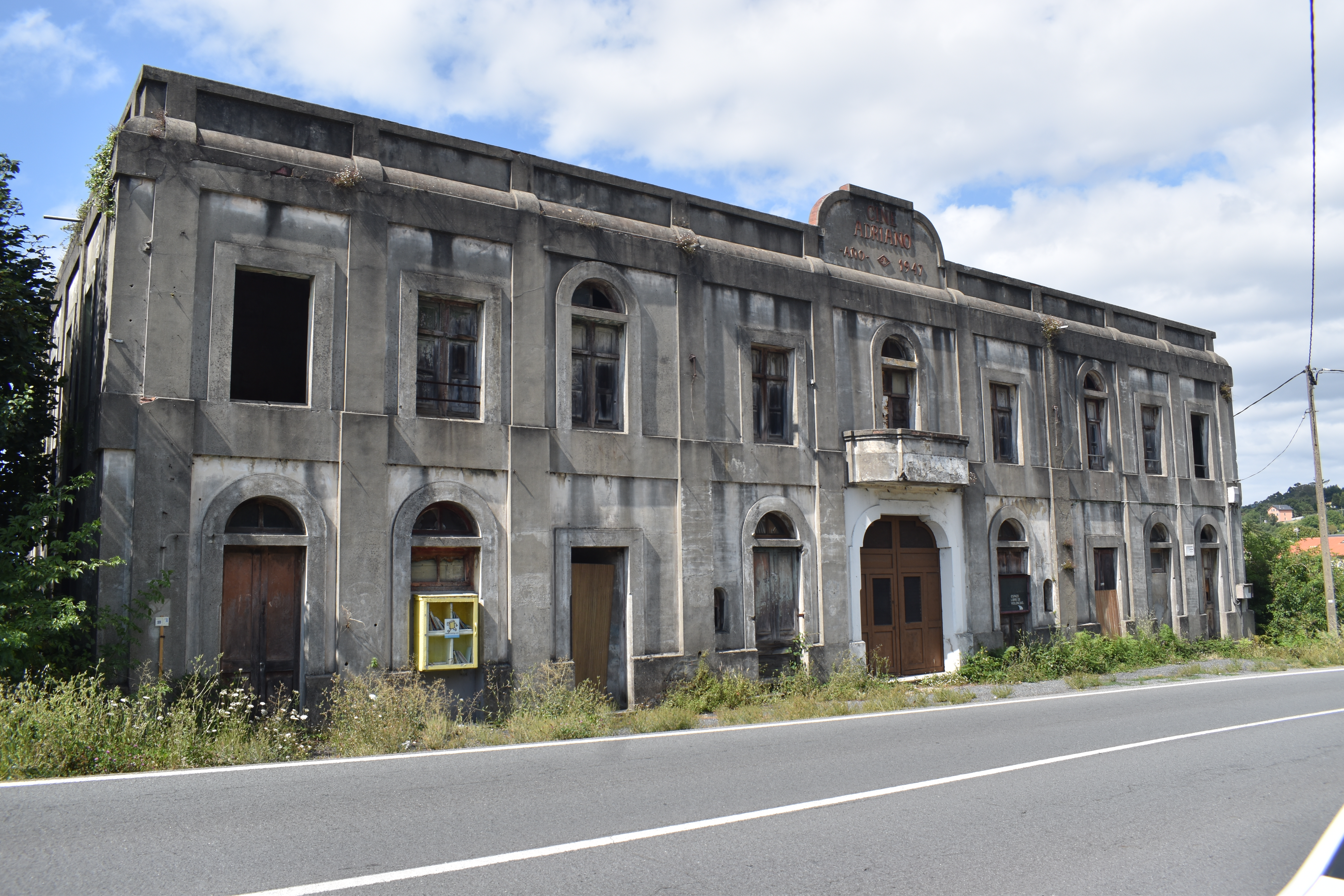
Cinema Adriano, Barallobre, Fene.
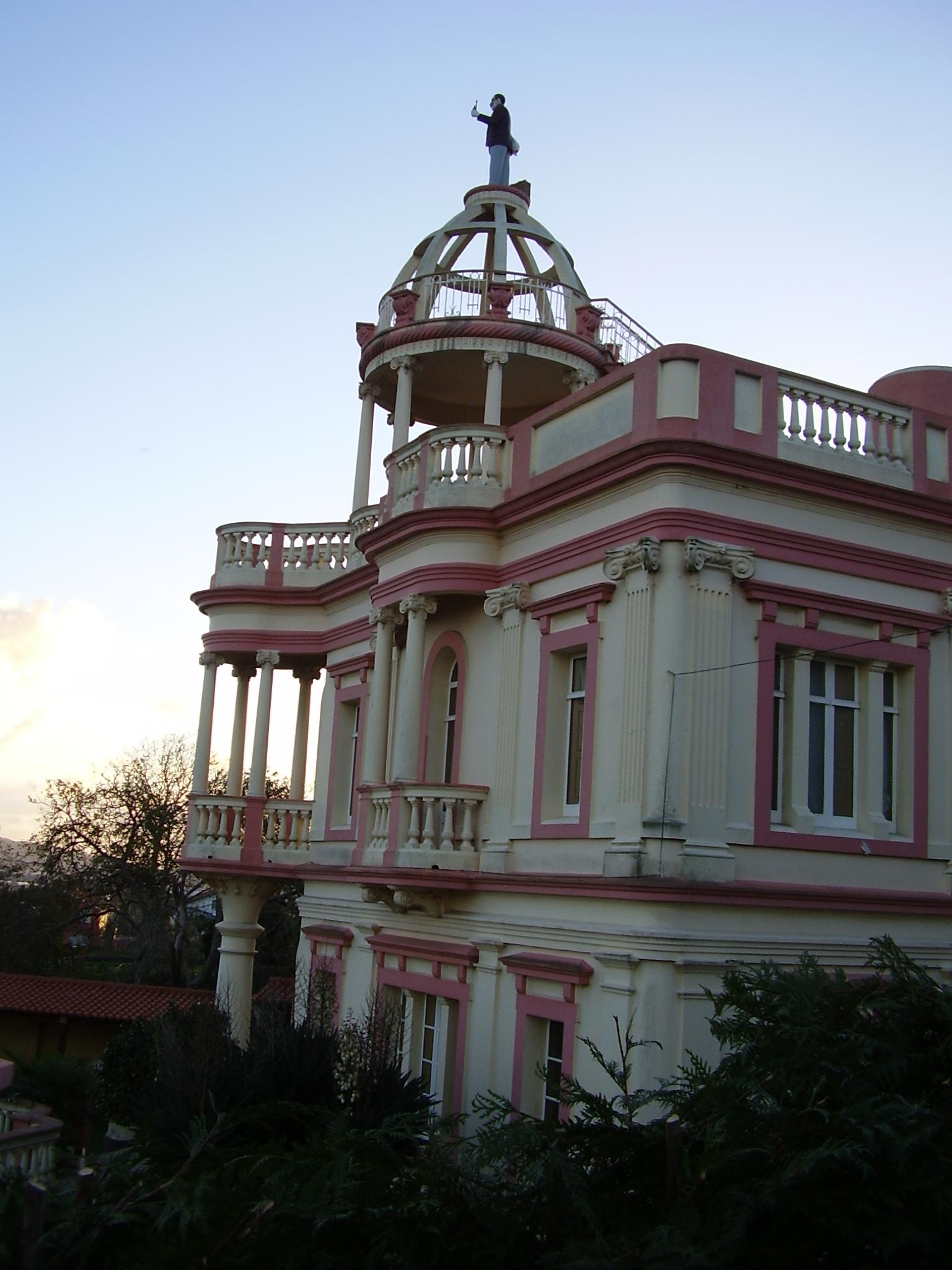
Casa do homem da mala, Barallobre, Fene.
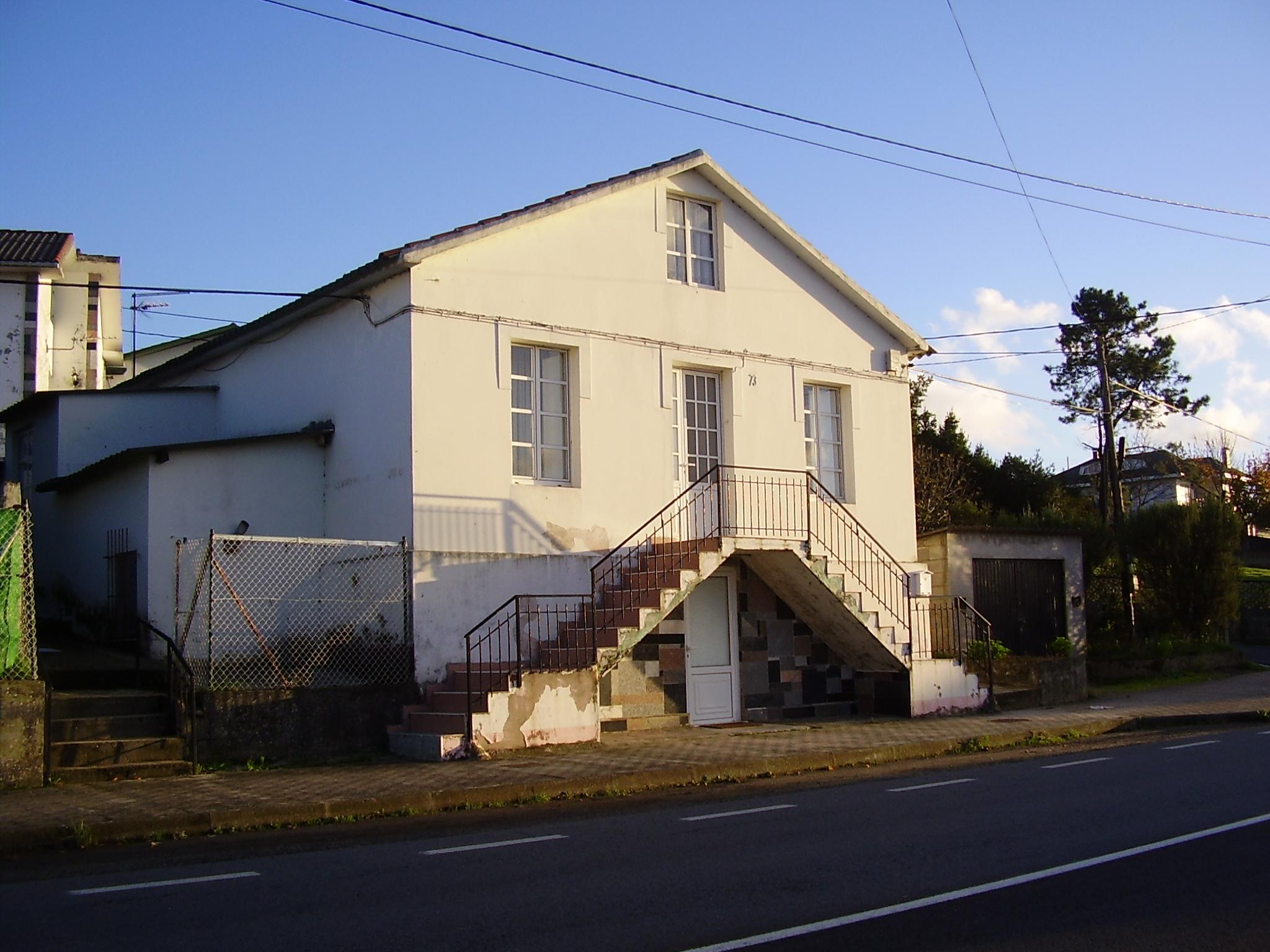
Casa da Sociedade, Baralhobre, Fene.
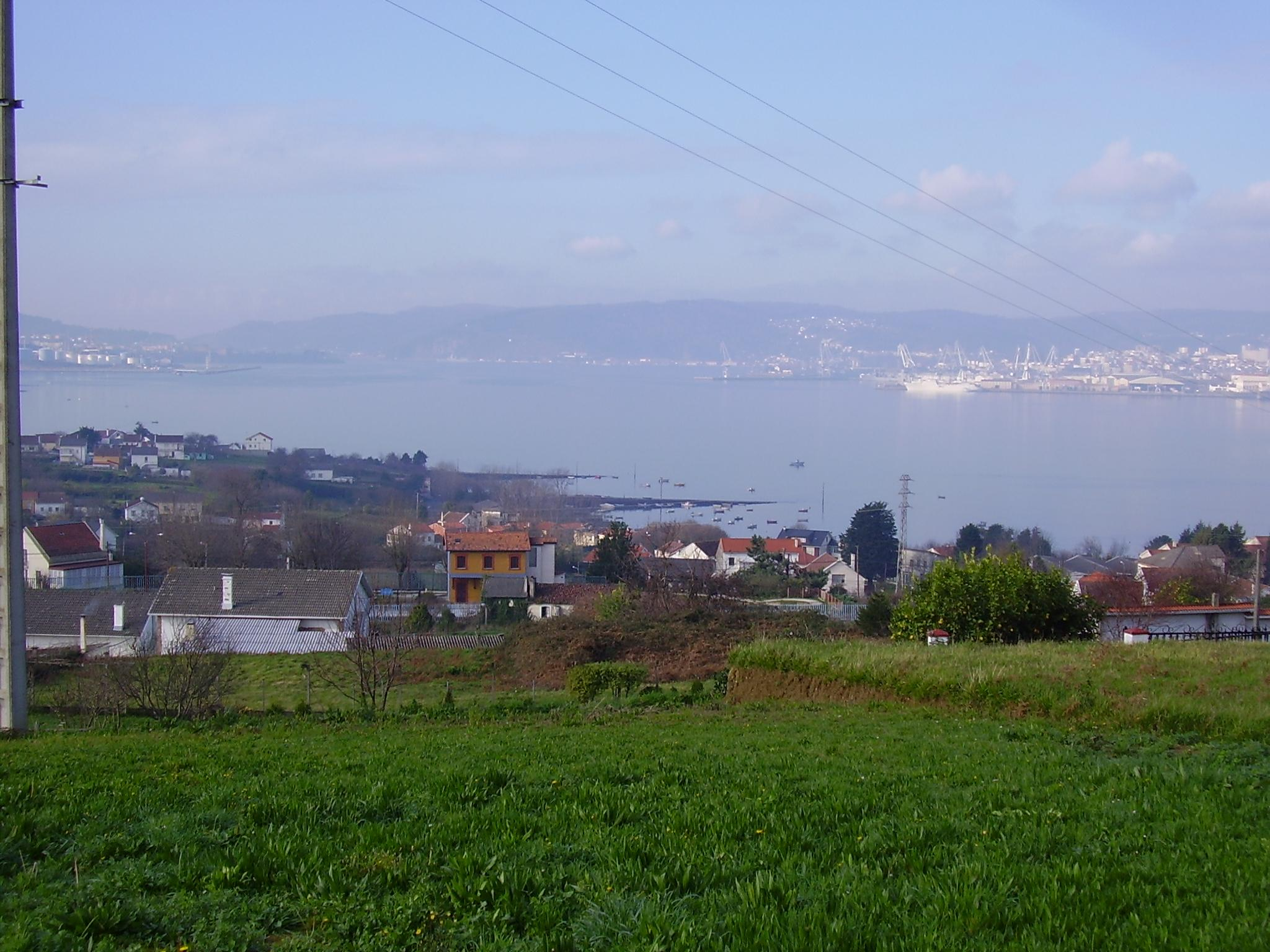
Vista geral da ria de Ferrol, a partir de Barallobre. Ao fundo, o estaleiro da EN Bazan e a cidade de Ferrol. À esquerda, fabrica de gás de Reganosa e os cais de Barallobre e Maniños.